# 伊莎贝尔 (巴西)
伊莎贝尔·克里斯蒂娜·利奥波丁娜·奥古斯塔·米卡埃拉·加布里埃拉·拉斐埃拉·贡扎加（西班牙語：Isabel Cristina Leopoldina Augusta Micaela Gabriela Rafaela Gonzaga，1846年7月29日—1921年11月14日），1850年成为巴西皇储，1889年，其父被废，巴西建立共和国，故伊莎贝尔未能成为巴西皇帝。1891年父亲逝世后，成为巴西布拉干萨家族首领。

## 家庭
1864年，伊莎貝爾與欧伯爵奥尔良的加斯东結婚。加斯頓的父親是法國國王路易-菲利普一世與王后瑪麗-艾蜜莉的次子、内穆尔公爵路易，母親是英國維多利亞女王的舅舅斐迪南與妻子瑪麗亞·安東妮亞的女兒。伊莎貝爾和加斯頓共有三個兒子：
1. 佩德羅·德·阿爾坎塔拉（1875年—1940年），1908年因貴庶通婚放棄繼承權
2. 路易斯（1878年—1920年）
3. 安東尼奧·加斯頓（英语：Prince Antônio Gastão of Orléans-Braganza）（1881年—1918年）